# Karel Poborský
Karel Poborský (; Třeboň, 30 marzo 1972) è un dirigente sportivo ed ex calciatore ceco, di ruolo centrocampista.
È stato eletto 4º miglior calciatore ceco del decennio (2000-2010) dalla rivista ceca Lidové noviny, e 6º miglior calciatore ceco del decennio (1993-2003) dalla rivista ceca Mladá fronta DNES.
La rete a pallonetto che realizzò nel campionato d'Europa 1996 contro il Portogallo fu votato miglior gol dell'edizione: dopo aver fortunosamente superato due avversari, ne salta un terzo e realizza dal limite dell'area un lob che scavalca Vítor Baía e s'insacca in porta.

## Biografia
Nel 2016, a causa di una zecca nella barba che gli aveva trasmesso la malattia di Lyme, è stato in pericolo di vita.

## Carriera

### Giocatore

#### Club

##### Gli esordi in patria
Dotato di una notevole tecnica e assai abile sui calci piazzati, Poborský crebbe calcisticamente nell'allora Cecoslovacchia, giocando nelle giovanili della squadra della sua città, il Třeboň (poi Jiskra Trebon, 1978-1984 e 1987-1988) e militando inizialmente nella Dyn. Č. Budějovice (1984-1987 e 1988-1994): qui gioca da titolare nelle due ultime stagioni del campionato cecoslovacco (1991-1992 e 1992-1993, totalizzando 7 reti nella seconda), e nel primo campionato ceco (dove realizza 8 reti). Complessivamente conta 82 partite da professionista e 15 reti con la maglia del České Budějovice, per poi passare nelle file del Viktoria Žižkov nella stagione 1994-95. a Žižkov fa reparto con Tomáš Krejčík e Tibor Jančula: i tre realizzano 10 marcature a testa, cioè la metà delle reti della squadra (61 in tutto). Poborský porta la squadra al quinto posto in campionato, e in coppa nazionale fino alla finale, persa ai rigori contro il Hradec Králové per 3-1.
Nella stagione seguente si trasferisce allo Slavia Praga e grazie ai suoi 11 gol realizzati – con i quali raggiunge il quarto posto nella classifica marcatori – lo Slavia batte i rivali concittadini dello Sparta Praga e vince il suo primo titolo ceco.

##### Manchester Utd e Benfica

Poborský (a sinistra) in azione al Manchester Utd nel 1996, in lotta per la palla con lo juventino Pessotto in una sfida di Champions League.

Salito alla ribalta internazionale con la Rep. Ceca in occasione del campionato d'Europa 1996, nell'estate seguente fu acquistato dal Manchester Utd, formazione nella quale militò per una stagione e mezza vincendo un campionato inglese nell'edizione 1996-1997. Colleziona 32 presenze e 5 reti con i Red Devils, con cui vince anche due Community Shield. Nel 1996 giunge diciassettesimo nella classifica del FIFA World Player of the Year ottenendo 6 voti, al pari di Youri Djorkaeff e Dejan Savićević; nello stesso anno giunge inoltre undicesimo nella graduatoria del Pallone d'oro di France Football – tuttora il miglior risultato per un ceco, dopo Josef Masopust e Pavel Nedvěd – con 15 voti.
Nel gennaio del 1998 si trasferì al Benfica, squadra portoghese. Giocò tre stagioni con i lusitani collezionando 61 presenze e realizzando 11 reti, trovando diversi piazzamenti in campionato.

##### Lazio, Sparta Praga e ultimi anni

Poborský in azione con la maglia della Lazio nel 2001

Nel gennaio 2001 passò agli italiani della Lazio, con cui rimase anche nella stagione successiva. Della sua permanenza in Serie A si ricorda soprattutto la doppietta realizzata all'Inter nella giornata conclusiva del campionato 2001-2002, in una partita vinta dai biancocelesti per 4-2 e che, di fatto, assegnò lo scudetto alla Juventus a discapito dei nerazzurri i quali, arrivati agli ultimi 90' della stagione da primi in classifica, conclusero poi il torneo al terzo posto.
Ritornato in patria nell'estate del 2002, giocò per tre stagioni nello Sparta Praga, con cui vinse due campionati e, nel 2004, la Coppa della Repubblica Ceca. Dopo aver avuto alcuni problemi con l'allenatore, all'inizio della stagione 2005-2006 fu ceduto in prestito al České Budějovice, squadra di seconda divisione di cui è anche proprietario e con la quale aveva iniziato la carriera. Con il suo apporto nel girone di ritorno la squadra balzò da metà classifica ai primi posti, ottenendo così un'inaspettata promozione in prima divisione. Nella stagione 2006-2007 giocò poco a causa di un grave infortunio, chiudendo quindi la carriera agonistica il 29 maggio 2007.

#### Nazionale
Con la nazionale ceca partecipò a tre edizioni del campionato europeo, nel 1996 – manifestazione in cui fu uno dei protagonisti dei cechi che si classificarono al secondo posto, andando in rete ai quarti contro il Portogallo, realizzando al contempo la sua prima rete in nazionale –, nel 2000 – in cui si ricorda una sua giocata contro la Danimarca, dove in scivolata all'altezza della linea di fondo stoppò un lancio di un compagno avendo poi il tempo di rialzarsi e servire Šmicer per il gol dell'1-0 – e nel 2004, oltreché a un'edizione del campionato mondiale, nel 2006.
Dopo quest'ultima competizione, Poborský lasciò la nazionale con un bottino di 118 presenze e 8 reti; è secondo solo a Petr Čech per partite disputate.

### Dopo il ritiro
Nel giugno 2007 la Federcalcio ceca gli ha offerto il ruolo di commissario tecnico della nazionale. Successivamente va a ricoprire il ruolo di presidente della Dyn. Č. Budějovice, squadra che l'aveva lanciato nel calcio da giocatore.
Nel marzo 2019 viene scelto dall'UEFA tra gli ambasciatori per il campionato d'Europa 2020.

## Statistiche

### Presenze e reti nei club
| Stagione                  | Squadra                   | Campionato                | Campionato | Campionato | Coppe nazionali | Coppe nazionali | Coppe nazionali | Coppe continentali | Coppe continentali | Coppe continentali | Altre coppe | Altre coppe | Altre coppe | Totale | Totale |
| Stagione                  | Squadra                   | Comp                      | Pres       | Reti       | Comp            | Pres            | Reti            | Comp               | Pres               | Reti               | Comp        | Pres        | Reti        | Pres   | Reti   |
| ------------------------- | ------------------------- | ------------------------- | ---------- | ---------- | --------------- | --------------- | --------------- | ------------------ | ------------------ | ------------------ | ----------- | ----------- | ----------- | ------ | ------ |
| 1991-1992                 | Dyn. Č. Budějovice        | 1L                        | 26         | 0          | CC              | ?               | ?               | -                  | -                  | -                  | -           | -           | -           | 26+    | 0+     |
| 1992-1993                 | Dyn. Č. Budějovice        | 1L                        | 29         | 7          | CC              | ?               | ?               | -                  | -                  | -                  | -           | -           | -           | 29+    | 7+     |
| 1993-1994                 | Dyn. Č. Budějovice        | 1L                        | 27         | 8          | CRC             | ?               | ?               | -                  | -                  | -                  | -           | -           | -           | 27+    | 8+     |
| 1994-1995                 | Viktoria Žižkov           | 1L                        | 27         | 10         | CRC             | ?               | ?               | CdC                | 4                  | 1                  | -           | -           | -           | 31+    | 11+    |
| 1995-1996                 | Viktoria Žižkov           | 1L                        | 1          | 0          | CRC             | ?               | ?               | -                  | -                  | -                  | -           | -           | -           | 1+     | 0+     |
| Totale Viktoria Žižkov    | Totale Viktoria Žižkov    | Totale Viktoria Žižkov    | 28         | 10         |                 | ?               | ?               |                    | 4                  | 1                  |             | -           | -           | 32+    | 11+    |
| 1995-1996                 | Slavia Praga              | 1L                        | 26         | 11         | CRC             | ?               | ?               | CU                 | 11                 | 2                  | -           | -           | -           | 37+    | 13+    |
| 1996-1997                 | Manchester Utd            | PL                        | 22         | 3          | FACup+CdL       | 2+2             | 0+1             | UCL                | 6                  | 0                  | CS          | 1           | 0           | 33     | 4      |
| lug.-dic. 1997            | Manchester Utd            | PL                        | 10         | 2          | FACup+CdL       | 0+1             | 0               | UCL                | 4                  | 0                  | CS          | 0           | 0           | 15     | 2      |
| Totale Manchester Utd     | Totale Manchester Utd     | Totale Manchester Utd     | 32         | 5          |                 | 5               | 1               |                    | 10                 | 0                  |             | 1           | 0           | 48     | 6      |
| gen.-giu. 1998            | Benfica                   | PL                        | 19         | 5          | CP              | 4               | 0               | CU                 | -                  | -                  | -           | -           | -           | 23     | 5      |
| 1998-1999                 | Benfica                   | PL                        | 27         | 6          | CP              | 1               | 0               | UCL                | 8                  | 0                  | -           | -           | -           | 36     | 6      |
| 1999-2000                 | Benfica                   | PL                        | 29         | 5          | CP              | 1               | 0               | CU                 | 6                  | 0                  | -           | -           | -           | 36     | 5      |
| lug.-dic. 2000            | Benfica                   | PL                        | 10         | 1          | CP              | 2               | 0               | CU                 | 2                  | 0                  | -           | -           | -           | 14     | 2      |
| Totale Benfica            | Totale Benfica            | Totale Benfica            | 85         | 17         |                 | 8               | 0               |                    | 16                 | 0                  |             | -           | -           | 109    | 17     |
| gen.-giu. 2001            | Lazio                     | A                         | 19         | 1          | CI              | -               | -               | UCL                | 0                  | 0                  | SI          | -           | -           | 19     | 1      |
| 2001-2002                 | Lazio                     | A                         | 27         | 4          | CI              | 3               | 0               | CU                 | 4                  | 0                  | -           | -           | -           | 34     | 4      |
| Totale Lazio              | Totale Lazio              | Totale Lazio              | 46         | 5          |                 | 3               | 0               |                    | 4                  | 0                  |             | -           | -           | 53     | 5      |
| 2002-2003                 | Sparta Praga              | 1L                        | 29         | 8          | CRC             | ?               | ?               | UCL+CU             | 4+4                | 1+1                | -           | -           | -           | 37+    | 10+    |
| 2003-2004                 | Sparta Praga              | 1L                        | 28         | 11         | CRC             | 1+              | 0+              | UCL                | 10                 | 5                  | -           | -           | -           | 39+    | 16+    |
| 2004-2005                 | Sparta Praga              | 1L                        | 24         | 6          | CRC             | ?               | ?               | UCL                | 8                  | 1                  | -           | -           | -           | 32+    | 7+     |
| lug.-dic. 2005            | Sparta Praga              | 1L                        | 6          | 1          | CRC             | ?               | ?               | UCL                | 1                  | 0                  | -           | -           | -           | 7+     | 1+     |
| Totale Sparta Praga       | Totale Sparta Praga       | Totale Sparta Praga       | 87         | 26         |                 | 1+              | 0+              |                    | 27                 | 8                  |             | -           | -           | 115+   | 34+    |
| gen.-giu. 2006            | Dyn. Č. Budějovice        | 2L                        | 14         | 8          | CRC             | -               | -               | -                  | -                  | -                  | -           | -           | -           | 14     | 8      |
| 2006-2007                 | Dyn. Č. Budějovice        | 1L                        | 12         | 2          | CRC             | ?               | ?               | -                  | -                  | -                  | -           | -           | -           | 12+    | 2+     |
| Totale Dyn. Č. Budějovice | Totale Dyn. Č. Budějovice | Totale Dyn. Č. Budějovice | 108        | 25         |                 | ?               | ?               |                    | -                  | -                  |             | -           | -           | 108+   | 25+    |
| Totale Carriera           | Totale Carriera           | Totale Carriera           | 412        | 99         |                 | 17+             | 1+              |                    | 72                 | 11                 |             | 1           | 0           | 502+   | 111+   |

### Cronologia presenze e reti in nazionale
| Cronologia completa delle presenze e delle reti in nazionale ― Rep. Ceca | Cronologia completa delle presenze e delle reti in nazionale ― Rep. Ceca | Cronologia completa delle presenze e delle reti in nazionale ― Rep. Ceca | Cronologia completa delle presenze e delle reti in nazionale ― Rep. Ceca | Cronologia completa delle presenze e delle reti in nazionale ― Rep. Ceca | Cronologia completa delle presenze e delle reti in nazionale ― Rep. Ceca | Cronologia completa delle presenze e delle reti in nazionale ― Rep. Ceca | Cronologia completa delle presenze e delle reti in nazionale ― Rep. Ceca |
| Data                                                                     | Città                                                                    | In casa                                                                  | Risultato                                                                | Ospiti                                                                   | Competizione                                                             | Reti                                                                     | Note                                                                     |
| ------------------------------------------------------------------------ | ------------------------------------------------------------------------ | ------------------------------------------------------------------------ | ------------------------------------------------------------------------ | ------------------------------------------------------------------------ | ------------------------------------------------------------------------ | ------------------------------------------------------------------------ | ------------------------------------------------------------------------ |
| 23-2-1994                                                                | Istanbul                                                                 | Turchia                                                                  | 1 – 4                                                                    | Rep. Ceca                                                                | Amichevole                                                               | -                                                                        | 78’                                                                      |
| 20-4-1994                                                                | Zurigo                                                                   | Svizzera                                                                 | 3 – 0                                                                    | Rep. Ceca                                                                | Amichevole                                                               | -                                                                        |                                                                          |
| 25-5-1994                                                                | Ostrava                                                                  | Rep. Ceca                                                                | 5 – 3                                                                    | Lituania                                                                 | Amichevole                                                               | -                                                                        | 6’                                                                       |
| 5-6-1994                                                                 | Dublino                                                                  | Irlanda                                                                  | 1 – 3                                                                    | Rep. Ceca                                                                | Amichevole                                                               | -                                                                        |                                                                          |
| 17-8-1994                                                                | Bordeaux                                                                 | Francia                                                                  | 2 – 2                                                                    | Rep. Ceca                                                                | Amichevole                                                               | -                                                                        | 61’                                                                      |
| 16-11-1994                                                               | Rotterdam                                                                | Paesi Bassi                                                              | 0 – 0                                                                    | Rep. Ceca                                                                | Qual. Euro 1996                                                          | -                                                                        | 74’                                                                      |
| 8-3-1995                                                                 | Brno                                                                     | Rep. Ceca                                                                | 4 – 1                                                                    | Finlandia                                                                | Amichevole                                                               | -                                                                        | 83’                                                                      |
| 16-8-1995                                                                | Oslo                                                                     | Norvegia                                                                 | 1 – 1                                                                    | Rep. Ceca                                                                | Qual. Euro 1996                                                          | -                                                                        | 78’                                                                      |
| 6-9-1995                                                                 | Praga                                                                    | Rep. Ceca                                                                | 2 – 0                                                                    | Norvegia                                                                 | Qual. Euro 1996                                                          | -                                                                        | 71’                                                                      |
| 7-10-1995                                                                | Minsk                                                                    | Bielorussia                                                              | 0 – 2                                                                    | Rep. Ceca                                                                | Qual. Euro 1996                                                          | -                                                                        | 87’                                                                      |
| 15-11-1995                                                               | Praga                                                                    | Rep. Ceca                                                                | 3 – 0                                                                    | Lussemburgo                                                              | Qual. Euro 1996                                                          | -                                                                        | 71’                                                                      |
| 26-3-1996                                                                | Ostrava                                                                  | Rep. Ceca                                                                | 3 – 0                                                                    | Turchia                                                                  | Amichevole                                                               | -                                                                        | 67’                                                                      |
| 29-5-1996                                                                | Salisburgo                                                               | Austria                                                                  | 1 – 0                                                                    | Rep. Ceca                                                                | Amichevole                                                               | -                                                                        | 78’                                                                      |
| 1-6-1996                                                                 | Basilea                                                                  | Svizzera                                                                 | 1 – 2                                                                    | Rep. Ceca                                                                | Amichevole                                                               | -                                                                        | 46’                                                                      |
| 9-6-1996                                                                 | Manchester                                                               | Rep. Ceca                                                                | 0 – 2                                                                    | Germania                                                                 | Euro 1996 - 1º turno                                                     | -                                                                        | 46’                                                                      |
| 14-6-1996                                                                | Liverpool                                                                | Rep. Ceca                                                                | 2 – 1                                                                    | Italia                                                                   | Euro 1996 - 1º turno                                                     | -                                                                        |                                                                          |
| 19-6-1996                                                                | Liverpool                                                                | Rep. Ceca                                                                | 3 – 3                                                                    | Russia                                                                   | Euro 1996 - 1º turno                                                     | -                                                                        |                                                                          |
| 23-6-1996                                                                | Birmingham                                                               | Portogallo                                                               | 0 – 1                                                                    | Rep. Ceca                                                                | Euro 1996 - Quarti di finale                                             | 1                                                                        |                                                                          |
| 26-6-1996                                                                | Manchester                                                               | Rep. Ceca                                                                | 0 – 0 dts (6 – 5 dtr)                                                    | Francia                                                                  | Euro 1996 - Semifinali                                                   | -                                                                        |                                                                          |
| 30-6-1996                                                                | Londra                                                                   | Rep. Ceca                                                                | 1 – 2 gg                                                                 | Germania                                                                 | Euro 1996 - Finale                                                       | -                                                                        | 88’                                                                      |
| 18-9-1996                                                                | Teplice                                                                  | Rep. Ceca                                                                | 6 – 0                                                                    | Malta                                                                    | Qual. Mondiali 1998                                                      | -                                                                        | 82’                                                                      |
| 9-10-1996                                                                | Praga                                                                    | Rep. Ceca                                                                | 0 – 0                                                                    | Spagna                                                                   | Qual. Mondiali 1998                                                      | -                                                                        | 58’                                                                      |
| 10-11-1996                                                               | Belgrado                                                                 | Jugoslavia                                                               | 1 – 0                                                                    | Rep. Ceca                                                                | Qual. Mondiali 1998                                                      | -                                                                        | 86’                                                                      |
| 12-3-1997                                                                | Ostrava                                                                  | Rep. Ceca                                                                | 2 – 1                                                                    | Polonia                                                                  | Amichevole                                                               | -                                                                        |                                                                          |
| 2-4-1997                                                                 | Praga                                                                    | Rep. Ceca                                                                | 1 – 2                                                                    | Jugoslavia                                                               | Qual. Mondiali 1998                                                      | -                                                                        |                                                                          |
| 8-6-1997                                                                 | Valladolid                                                               | Spagna                                                                   | 1 – 0                                                                    | Rep. Ceca                                                                | Qual. Mondiali 1998                                                      | -                                                                        | 79’                                                                      |
| 20-8-1997                                                                | Teplice                                                                  | Rep. Ceca                                                                | 2 – 0                                                                    | Fær Øer                                                                  | Qual. Mondiali 1998                                                      | -                                                                        | 64’                                                                      |
| 24-8-1997                                                                | Bratislava                                                               | Slovacchia                                                               | 2 – 1                                                                    | Rep. Ceca                                                                | Qual. Mondiali 1998                                                      | -                                                                        | 25’ 64’                                                                  |
| 13-12-1997                                                               | Riad                                                                     | Rep. Ceca                                                                | 2 – 2                                                                    | Sudafrica                                                                | Conf. Cup 1997 - 1º turno                                                | -                                                                        | 85’                                                                      |
| 15-12-1997                                                               | Riad                                                                     | Rep. Ceca                                                                | 1 – 2                                                                    | Uruguay                                                                  | Conf. Cup 1997 - 1º turno                                                | -                                                                        |                                                                          |
| 19-12-1997                                                               | Riad                                                                     | Rep. Ceca                                                                | 0 – 2                                                                    | Brasile                                                                  | Conf. Cup 1997 - Semifinale                                              | -                                                                        | 82’                                                                      |
| 21-12-1997                                                               | Riad                                                                     | Rep. Ceca                                                                | 1 – 0                                                                    | Uruguay                                                                  | Conf. Cup 1997 - Finale 3º posto                                         | -                                                                        | 78’ 84’                                                                  |
| 25-3-1998                                                                | Olomouc                                                                  | Rep. Ceca                                                                | 2 – 1                                                                    | Irlanda                                                                  | Amichevole                                                               | -                                                                        |                                                                          |
| 22-4-1998                                                                | Murska Sobota                                                            | Slovenia                                                                 | 1 – 3                                                                    | Rep. Ceca                                                                | Amichevole                                                               | -                                                                        | 71’                                                                      |
| 21-5-1998                                                                | Kōbe                                                                     | Rep. Ceca                                                                | 1 – 0                                                                    | Paraguay                                                                 | Kirin Cup 1998                                                           | -                                                                        | 88’                                                                      |
| 24-5-1998                                                                | Yokohama                                                                 | Giappone                                                                 | 0 – 0                                                                    | Rep. Ceca                                                                | Kirin Cup 1998                                                           | -                                                                        | 71’ 85’                                                                  |
| 27-5-1998                                                                | Seul                                                                     | Corea del Sud                                                            | 2 – 2                                                                    | Rep. Ceca                                                                | Amichevole                                                               | -                                                                        | 66’                                                                      |
| 19-8-1998                                                                | Praga                                                                    | Rep. Ceca                                                                | 1 – 0                                                                    | Danimarca                                                                | Amichevole                                                               | -                                                                        | 68’                                                                      |
| 6-9-1998                                                                 | Toftir                                                                   | Fær Øer                                                                  | 0 – 1                                                                    | Rep. Ceca                                                                | Qual. Euro 2000                                                          | -                                                                        | 81’                                                                      |
| 18-11-1998                                                               | Londra                                                                   | Inghilterra                                                              | 2 – 0                                                                    | Rep. Ceca                                                                | Amichevole                                                               | -                                                                        |                                                                          |
| 9-2-1999                                                                 | Bruxelles                                                                | Belgio                                                                   | 0 – 1                                                                    | Rep. Ceca                                                                | Amichevole                                                               | -                                                                        | 20’                                                                      |
| 27-3-1999                                                                | Teplice                                                                  | Rep. Ceca                                                                | 2 – 0                                                                    | Lituania                                                                 | Qual. Euro 2000                                                          | -                                                                        | 63’                                                                      |
| 31-3-1999                                                                | Glasgow                                                                  | Scozia                                                                   | 1 – 2                                                                    | Rep. Ceca                                                                | Qual. Euro 2000                                                          | -                                                                        | 76’                                                                      |
| 28-4-1999                                                                | Varsavia                                                                 | Polonia                                                                  | 2 – 1                                                                    | Rep. Ceca                                                                | Amichevole                                                               | -                                                                        | 58’                                                                      |
| 5-6-1999                                                                 | Tallinn                                                                  | Estonia                                                                  | 0 – 2                                                                    | Rep. Ceca                                                                | Qual. Euro 2000                                                          | -                                                                        |                                                                          |
| 9-6-1999                                                                 | Praga                                                                    | Rep. Ceca                                                                | 3 – 2                                                                    | Scozia                                                                   | Qual. Euro 2000                                                          | -                                                                        | 53’ 69’                                                                  |
| 18-8-1999                                                                | Drnovice                                                                 | Rep. Ceca                                                                | 3 – 0                                                                    | Svizzera                                                                 | Amichevole                                                               | -                                                                        | 83’                                                                      |
| 4-9-1999                                                                 | Vilnius                                                                  | Lituania                                                                 | 0 – 4                                                                    | Rep. Ceca                                                                | Qual. Euro 2000                                                          | -                                                                        | 80’                                                                      |
| 8-9-1999                                                                 | Teplice                                                                  | Rep. Ceca                                                                | 3 – 0                                                                    | Bosnia ed Erzegovina                                                     | Qual. Euro 2000                                                          | 1                                                                        |                                                                          |
| 9-10-1999                                                                | Praga                                                                    | Rep. Ceca                                                                | 2 – 0                                                                    | Fær Øer                                                                  | Qual. Euro 2000                                                          | -                                                                        |                                                                          |
| 13-11-1999                                                               | Eindhoven                                                                | Paesi Bassi                                                              | 1 – 1                                                                    | Rep. Ceca                                                                | Amichevole                                                               | -                                                                        |                                                                          |
| 23-2-2000                                                                | Dublino                                                                  | Irlanda                                                                  | 3 – 2                                                                    | Rep. Ceca                                                                | Amichevole                                                               | -                                                                        |                                                                          |
| 29-3-2000                                                                | Teplice                                                                  | Rep. Ceca                                                                | 3 – 1                                                                    | Australia                                                                | Amichevole                                                               | -                                                                        | 61’ 73’                                                                  |
| 26-4-2000                                                                | Praga                                                                    | Rep. Ceca                                                                | 4 – 1                                                                    | Israele                                                                  | Amichevole                                                               | -                                                                        | 63’                                                                      |
| 3-6-2000                                                                 | Norimberga                                                               | Germania                                                                 | 3 – 2                                                                    | Rep. Ceca                                                                | Amichevole                                                               | -                                                                        | 58’                                                                      |
| 11-6-2000                                                                | Amsterdam                                                                | Paesi Bassi                                                              | 1 – 0                                                                    | Rep. Ceca                                                                | Euro 2000 - 1º turno                                                     | -                                                                        | 49’                                                                      |
| 16-6-2000                                                                | Bruges                                                                   | Rep. Ceca                                                                | 1 – 2                                                                    | Francia                                                                  | Euro 2000 - 1º turno                                                     | 1                                                                        |                                                                          |
| 21-6-2000                                                                | Liegi                                                                    | Rep. Ceca                                                                | 2 – 0                                                                    | Danimarca                                                                | Euro 2000 - 1º turno                                                     | -                                                                        | 33’                                                                      |
| 2-9-2000                                                                 | Sofia                                                                    | Bulgaria                                                                 | 0 – 1                                                                    | Rep. Ceca                                                                | Qual. Mondiali 2002                                                      | 1                                                                        |                                                                          |
| 7-10-2000                                                                | Teplice                                                                  | Rep. Ceca                                                                | 4 – 0                                                                    | Islanda                                                                  | Qual. Mondiali 2002                                                      | -                                                                        | 69’                                                                      |
| 11-10-2000                                                               | Ta' Qali                                                                 | Malta                                                                    | 0 – 0                                                                    | Rep. Ceca                                                                | Qual. Mondiali 2002                                                      | -                                                                        |                                                                          |
| 28-2-2001                                                                | Skopje                                                                   | Macedonia                                                                | 1 – 1                                                                    | Rep. Ceca                                                                | Amichevole                                                               | -                                                                        | 69’                                                                      |
| 24-3-2001                                                                | Belfast                                                                  | Irlanda del Nord                                                         | 0 – 1                                                                    | Rep. Ceca                                                                | Qual. Mondiali 2002                                                      | -                                                                        |                                                                          |
| 28-3-2001                                                                | Praga                                                                    | Rep. Ceca                                                                | 0 – 0                                                                    | Danimarca                                                                | Qual. Mondiali 2002                                                      | -                                                                        |                                                                          |
| 25-4-2001                                                                | Praga                                                                    | Rep. Ceca                                                                | 1 – 1                                                                    | Belgio                                                                   | Amichevole                                                               | -                                                                        | 69’                                                                      |
| 2-6-2001                                                                 | Copenaghen                                                               | Danimarca                                                                | 2 – 1                                                                    | Rep. Ceca                                                                | Qual. Mondiali 2002                                                      | -                                                                        | 85’                                                                      |
| 6-6-2001                                                                 | Teplice                                                                  | Rep. Ceca                                                                | 3 – 1                                                                    | Irlanda del Nord                                                         | Qual. Mondiali 2002                                                      | -                                                                        | 82’                                                                      |
| 1-9-2001                                                                 | Reykjavík                                                                | Islanda                                                                  | 3 – 1                                                                    | Rep. Ceca                                                                | Qual. Mondiali 2002                                                      | -                                                                        | 67’                                                                      |
| 5-9-2001                                                                 | Teplice                                                                  | Rep. Ceca                                                                | 3 – 2                                                                    | Malta                                                                    | Qual. Mondiali 2002                                                      | -                                                                        |                                                                          |
| 6-10-2001                                                                | Praga                                                                    | Rep. Ceca                                                                | 6 – 0                                                                    | Bulgaria                                                                 | Qual. Mondiali 2002                                                      | -                                                                        | 79’                                                                      |
| 10-11-2001                                                               | Bruxelles                                                                | Belgio                                                                   | 1 – 0                                                                    | Rep. Ceca                                                                | Qual. Mondiali 2002                                                      | -                                                                        |                                                                          |
| 14-11-2001                                                               | Praga                                                                    | Rep. Ceca                                                                | 0 – 1                                                                    | Belgio                                                                   | Qual. Mondiali 2002                                                      | -                                                                        | 46’                                                                      |
| 12-2-2002                                                                | Nicosia                                                                  | Rep. Ceca                                                                | 2 – 0                                                                    | Ungheria                                                                 | Torneo di Cipro 2002 - Semifinale                                        | -                                                                        | 78’                                                                      |
| 13-2-2002                                                                | Nicosia                                                                  | Cipro                                                                    | 3 – 4                                                                    | Rep. Ceca                                                                | Torneo di Cipro 2002 - Finale                                            | -                                                                        |                                                                          |
| 27-3-2002                                                                | Cardiff                                                                  | Galles                                                                   | 0 – 0                                                                    | Rep. Ceca                                                                | Amichevole                                                               | -                                                                        |                                                                          |
| 17-4-2002                                                                | Giannina                                                                 | Grecia                                                                   | 0 – 0                                                                    | Rep. Ceca                                                                | Amichevole                                                               | -                                                                        | 82’                                                                      |
| 18-5-2002                                                                | Praga                                                                    | Rep. Ceca                                                                | 1 – 0                                                                    | Italia                                                                   | Amichevole                                                               | -                                                                        | cap. 89’                                                                 |
| 21-8-2002                                                                | Olomouc                                                                  | Rep. Ceca                                                                | 4 – 1                                                                    | Slovacchia                                                               | Amichevole                                                               | -                                                                        | 46’                                                                      |
| 6-9-2002                                                                 | Praga                                                                    | Rep. Ceca                                                                | 5 – 0                                                                    | Jugoslavia                                                               | Amichevole                                                               | -                                                                        | cap. 77’                                                                 |
| 12-10-2002                                                               | Chișinău                                                                 | Moldavia                                                                 | 0 – 2                                                                    | Rep. Ceca                                                                | Qual. Euro 2004                                                          | -                                                                        | cap.                                                                     |
| 16-10-2002                                                               | Teplice                                                                  | Rep. Ceca                                                                | 2 – 0                                                                    | Bielorussia                                                              | Qual. Euro 2004                                                          | 1                                                                        |                                                                          |
| 20-11-2002                                                               | Teplice                                                                  | Rep. Ceca                                                                | 3 – 3                                                                    | Svezia                                                                   | Amichevole                                                               | -                                                                        | 62’                                                                      |
| 12-2-2003                                                                | Parigi                                                                   | Francia                                                                  | 0 – 2                                                                    | Rep. Ceca                                                                | Amichevole                                                               | -                                                                        | 77’                                                                      |
| 29-3-2003                                                                | Rotterdam                                                                | Paesi Bassi                                                              | 1 – 1                                                                    | Rep. Ceca                                                                | Qual. Euro 2004                                                          | -                                                                        |                                                                          |
| 2-4-2003                                                                 | Praga                                                                    | Rep. Ceca                                                                | 4 – 0                                                                    | Austria                                                                  | Qual. Euro 2004                                                          | -                                                                        |                                                                          |
| 30-4-2003                                                                | Teplice                                                                  | Rep. Ceca                                                                | 4 – 0                                                                    | Turchia                                                                  | Amichevole                                                               | -                                                                        | cap. 55’                                                                 |
| 11-6-2003                                                                | Olomouc                                                                  | Rep. Ceca                                                                | 5 – 0                                                                    | Moldavia                                                                 | Qual. Euro 2004                                                          | -                                                                        | 65’                                                                      |
| 6-9-2003                                                                 | Minsk                                                                    | Bielorussia                                                              | 1 – 3                                                                    | Rep. Ceca                                                                | Qual. Euro 2004                                                          | -                                                                        | 42’                                                                      |
| 10-9-2003                                                                | Praga                                                                    | Rep. Ceca                                                                | 3 – 1                                                                    | Paesi Bassi                                                              | Qual. Euro 2004                                                          | 1                                                                        | 18’                                                                      |
| 12-11-2003                                                               | Teplice                                                                  | Rep. Ceca                                                                | 5 – 1                                                                    | Canada                                                                   | Amichevole                                                               | 1                                                                        | 57’                                                                      |
| 18-2-2004                                                                | Palermo                                                                  | Italia                                                                   | 2 – 2                                                                    | Rep. Ceca                                                                | Amichevole                                                               | -                                                                        | 46’                                                                      |
| 28-4-2004                                                                | Praga                                                                    | Rep. Ceca                                                                | 0 – 1                                                                    | Giappone                                                                 | Amichevole                                                               | -                                                                        | 81’                                                                      |
| 2-6-2004                                                                 | Praga                                                                    | Rep. Ceca                                                                | 3 – 1                                                                    | Bulgaria                                                                 | Amichevole                                                               | -                                                                        | 46’                                                                      |
| 6-6-2004                                                                 | Teplice                                                                  | Rep. Ceca                                                                | 2 – 0                                                                    | Estonia                                                                  | Amichevole                                                               | -                                                                        | 82’                                                                      |
| 15-6-2004                                                                | Aveiro                                                                   | Rep. Ceca                                                                | 2 – 1                                                                    | Lettonia                                                                 | Euro 2004 - 1º turno                                                     | -                                                                        |                                                                          |
| 19-6-2004                                                                | Aveiro                                                                   | Rep. Ceca                                                                | 3 – 2                                                                    | Paesi Bassi                                                              | Euro 2004 - 1º turno                                                     | -                                                                        |                                                                          |
| 23-6-2004                                                                | Lisbona                                                                  | Germania                                                                 | 1 – 2                                                                    | Rep. Ceca                                                                | Euro 2004 - 1º turno                                                     | -                                                                        | 70’                                                                      |
| 27-6-2004                                                                | Porto                                                                    | Rep. Ceca                                                                | 3 – 0                                                                    | Danimarca                                                                | Euro 2004 - Quarti di finale                                             | -                                                                        |                                                                          |
| 1-7-2004                                                                 | Porto                                                                    | Rep. Ceca                                                                | 0 – 1 dts                                                                | Grecia                                                                   | Euro 2004 - Semifinale                                                   | -                                                                        |                                                                          |
| 18-8-2004                                                                | Praga                                                                    | Rep. Ceca                                                                | 0 – 0                                                                    | Grecia                                                                   | Amichevole                                                               | -                                                                        | cap. 43’                                                                 |
| 17-11-2004                                                               | Skopje                                                                   | Macedonia                                                                | 0 – 2                                                                    | Rep. Ceca                                                                | Qual. Mondiali 2006                                                      | -                                                                        |                                                                          |
| 26-3-2005                                                                | Teplice                                                                  | Rep. Ceca                                                                | 4 – 3                                                                    | Finlandia                                                                | Qual. Mondiali 2006                                                      | -                                                                        | cap.                                                                     |
| 30-3-2005                                                                | Andorra la Vella                                                         | Andorra                                                                  | 0 – 4                                                                    | Rep. Ceca                                                                | Qual. Mondiali 2006                                                      | -                                                                        | cap.                                                                     |
| 4-6-2005                                                                 | Liberec                                                                  | Rep. Ceca                                                                | 8 – 1                                                                    | Andorra                                                                  | Qual. Mondiali 2006                                                      | -                                                                        |                                                                          |
| 8-6-2005                                                                 | Teplice                                                                  | Rep. Ceca                                                                | 6 – 1                                                                    | Macedonia                                                                | Qual. Mondiali 2006                                                      | -                                                                        | 78’                                                                      |
| 3-9-2005                                                                 | Costanza                                                                 | Romania                                                                  | 2 – 0                                                                    | Rep. Ceca                                                                | Qual. Mondiali 2006                                                      | -                                                                        | cap.                                                                     |
| 7-9-2005                                                                 | Olomouc                                                                  | Rep. Ceca                                                                | 4 – 1                                                                    | Armenia                                                                  | Qual. Mondiali 2006                                                      | -                                                                        |                                                                          |
| 8-10-2005                                                                | Praga                                                                    | Rep. Ceca                                                                | 0 – 2                                                                    | Paesi Bassi                                                              | Qual. Mondiali 2006                                                      | -                                                                        |                                                                          |
| 12-10-2005                                                               | Helsinki                                                                 | Finlandia                                                                | 0 – 3                                                                    | Rep. Ceca                                                                | Qual. Mondiali 2006                                                      | -                                                                        |                                                                          |
| 12-11-2005                                                               | Oslo                                                                     | Norvegia                                                                 | 0 – 1                                                                    | Rep. Ceca                                                                | Qual. Mondiali 2006                                                      | -                                                                        |                                                                          |
| 16-11-2005                                                               | Praga                                                                    | Rep. Ceca                                                                | 1 – 0                                                                    | Norvegia                                                                 | Qual. Mondiali 2006                                                      | -                                                                        |                                                                          |
| 1-3-2006                                                                 | Smirne                                                                   | Turchia                                                                  | 2 – 2                                                                    | Rep. Ceca                                                                | Amichevole                                                               | 1                                                                        | cap.                                                                     |
| 26-5-2006                                                                | Innsbruck                                                                | Rep. Ceca                                                                | 2 – 0                                                                    | Arabia Saudita                                                           | Amichevole                                                               | -                                                                        | cap. 64’                                                                 |
| 30-5-2006                                                                | Jablonec nad Nisou                                                       | Rep. Ceca                                                                | 1 – 0                                                                    | Costa Rica                                                               | Amichevole                                                               | -                                                                        | 46’                                                                      |
| 3-6-2006                                                                 | Praga                                                                    | Rep. Ceca                                                                | 3 – 0                                                                    | Trinidad e Tobago                                                        | Amichevole                                                               | -                                                                        | 62’                                                                      |
| 12-6-2006                                                                | Gelsenkirchen                                                            | Stati Uniti                                                              | 0 – 3                                                                    | Rep. Ceca                                                                | Mondiali 2006 - 1º turno                                                 | -                                                                        | 82’                                                                      |
| 17-6-2006                                                                | Colonia                                                                  | Rep. Ceca                                                                | 0 – 2                                                                    | Ghana                                                                    | Mondiali 2006 - 1º turno                                                 | -                                                                        | 55’                                                                      |
| 22-6-2006                                                                | Norimberga                                                               | Rep. Ceca                                                                | 0 – 2                                                                    | Italia                                                                   | Mondiali 2006 - 1º turno                                                 | -                                                                        | 46’                                                                      |
| Totale                                                                   |                                                                          | Presenze (2º posto)                                                      | 118                                                                      |                                                                          | Reti                                                                     | 8                                                                        |                                                                          |

## Palmarès

### Club
- Campionato ceco: 3

Slavia Praga: 1995-1996
Sparta Praga: 2002-2003, 2004-2005
- Campionato inglese: 1

Manchester Utd: 1996-1997
- Community Shield: 2

Manchester Utd: 1996, 1997
- Pohár ČMFS: 1

Sparta Praga: 2003-2004

### Individuale
- Calciatore ceco dell'anno: 1

1996
- Personalità ceca dell'anno: 3

2003, 2004, 2005
- Top 11 Europei 1996: 1
- Miglior 11 del campionato ceco: 4

1995-1996, 2002-2003, 2003-2004, 2004-2005